# Prionitis pastinacifolia
Prionitis pastinacifolia är en flockblommig växtart som beskrevs av Koso-pol. Prionitis pastinacifolia ingår i släktet Prionitis och familjen flockblommiga växter. Inga underarter finns listade i Catalogue of Life.